# Berillium-acetát
A berillium-acetát olyan kémiai vegyület, amely egy berilliumionból és két acetátionból áll, képlete C4H6BeO4.

## Előállítása
Elő lehet állítani bázikus berillium-acetát és acetil-klorid jégecetben végrehajtott reakciójával. A bázikus berillium-acetátot vízmentes berillium-klorid és ecetsav-anhidrid reakciójával állítják elő.
{\displaystyle \mathrm {Be_{4}O(CH_{3}CO_{2})_{6}+2\ CH_{3}COCl+2\ CH_{3}CO_{2}H} }
{\displaystyle \mathrm {\longrightarrow 4\ Be(CH_{3}CO_{2})_{2}+2\ HCl+(CH_{3}CO)_{2}O} }

## Tulajdonságai
A berillium-acetát nem gyúlékony, szilárd anyag. Ha lassan melegítjük, 60–100 °C-on, ha gyorsan, 150–180 °C-on bomlik. Állás közben lassan, melegítés hatására gyorsan ecetsav-anhidrid lép ki belőle, és bázikus berillium-acetátra bomlik; az utóbbi aztán szublimál.
{\displaystyle \mathrm {4\ Be(CH_{3}COO)_{2}\longrightarrow Be_{4}O(CH_{3}COO)_{6}+(CH_{3}CO)_{2}O} }
Ha gyorsan melegítik, akkor részlegesen ecetsav-anhidridre és berillium-oxidra bomlik:
{\displaystyle \mathrm {Be(CH_{3}COO)_{2}\longrightarrow BeO+(CH_{3}CO)_{2}O} }
Hideg vízben alig, forró vízben viszont hidrolizál.

## Fordítás
Ez a szócikk részben vagy egészben  a   Berylliumacetat című német Wikipédia-szócikk fordításán alapul.  Az eredeti cikk szerkesztőit annak laptörténete sorolja fel. Ez a jelzés csupán a megfogalmazás eredetét és a szerzői jogokat jelzi, nem szolgál a cikkben szereplő információk forrásmegjelöléseként.